# 藤井亜矢
藤井 亜矢（ふじい あや、2月24日 - ）は、日本の漫画家。愛知県出身。血液型O型。デビュー作は『それから3年後』。

## 作品リスト
全て集英社、マーガレットコミックスから刊行されている。
- 僕らのポラリス（2012年12月25日発売[2]、ISBN 978-4-08-846872-3）
  - 僕らのポラリス（『ザ マーガレット』2012年12月号）
  - バンビとライオン（『別冊マーガレットsister』2012年8月増刊号）
  - 遠い隣より（『ザ マーガレット』2011年12月号）
  - 小鳥遊（たかなし）はいねは恋を知らない（『別冊マーガレットsister』2012年4月増刊号）
  - それから3年後 （『別冊マーガレットsister』2011年9月増刊号、デビュー作）
- 悪いひと[3]（2014年12月25日発売[4]、『別冊マーガレット』2014年7月号[5] - 10月号、ISBN 978-4-08-845321-7）　　
  - 誰だったっけ? 鈴木くん（『別冊マーガレット』2013年4月号別冊ふろく『別マTWO』Vol.9）
- 世界の終わりとぐるぐるバンビ[6]（2017年、全2巻）
  1. 2017年6月23日発売[7][8]、『別冊マーガレット』2017年3月号[9] - 6月号、ISBN 978-4-08-845777-2
  2. 2017年10月25日発売[10]、『別冊マーガレット』2017年7月号 - 10月号[11]、ISBN 978-4-08-845839-7
    - 世界の終わりとぐるぐるバンビ〜ゆうれいにっき〜（『別冊マーガレット』2017年8月号別冊ふろく『BETSUMA SPIN-OFF』）

### 単行本未収録作品
- 好きってきもちは（『ザ マーガレット』2012年2月号）
- ほしとりの里で（『別冊マーガレット』2012年6月号別冊ふろく『別マTWO』Vol.1）
- エバーラスティング・モーメント（『別冊マーガレット』2013年2月号別冊ふろく『bianca』Vol.2 1/2）
- ひとりぼっちは君のトレモロ[12]（『bianca』Vol.3、2013年6月号）
- ばいばい、スプー（『別冊マーガレットsister』2013年7月増刊号）
- 100年待っても（『別冊マーガレット』2013年7月号別冊ふろく『別マTWO』Vol.12）
- 真夏のブルー（『別冊マーガレット』2013年8月号）
- グッバイ・ボーイ[13]（『別冊マーガレット』2014年4月号別冊ふろく『moi!』Vol.2）
- ユリーカ[14]（『別冊マーガレットsister』2015年5月増刊春号）
- ふためぼれ[15]（『別冊マーガレットsister』2015年10月増刊号 秋フェス01[16] - 12月増刊号 秋フェス03、『別冊マーガレット WEBコミック』2017年3月13日配信[17] - 5月13日配信）
- 似たものシーソーゲーム（『別冊マーガレット』2022年10月号別冊ふろく『別マ BABY』Vol.22）
- かわいいあなたとオーバーフロー（『別冊マーガレット』2023年1月号別冊ふろく『別マ BABY』Vol.25）